# Alter Jüdischer Friedhof (Lübbecke)
Der Alte Jüdische Friedhof Lübbecke befindet sich in der ostwestfälischen Stadt Lübbecke im Kreis Minden-Lübbecke in Nordrhein-Westfalen. Als jüdischer Friedhof ist er ein Baudenkmal, das seit dem 7. Januar 1993 unter der Denkmalnummer 76 in der Denkmalliste eingetragen ist. 
Der Friedhof, der vermutlich von um 1750 bis 1862 belegt wurde, liegt an der Feldmark, am nördlichen Rand des Industriegebietes in der Nähe eines Umspannwerkes und des Mittellandkanals. Dort sind 34 Grabsteine erhalten.